# 格拉诺 (北达科他州)
格拉诺（英語：Grano），是美国北达科他州下属的一座城市。根据2010年美国人口普查，该市有人口7人。